# イングリッド・シスコビッチ
イングリッド・シスコビッチ（Ingrid Šišković, 1980年6月6日 - ）はクロアチアの元女子バレーボール選手。現役時代のポジションはアウトサイドヒッター。元クロアチア代表。

## 来歴

### クラブチーム
プーラ出身。1996年、地元のクラブOK Pulaへ入団。2000年、イタリアセリエA1のViva Volley Tortoretoへ移籍。2001/02シーズンからは3年間はPallavolo Reggio Emiliaでプレーした。2004/05シーズンはセリエA2のPallavolo Femminile Materaでプレーした。2005/06シーズンはArzano Volleyでプレーした。2007/08シーズンはUYBA Volleyへ移籍し、リーグ6位、イタリアカップで3位の成績を残した。2008/09シーズンをもって現役を引退した。

### 代表チーム
アンダーカテゴリーの代表として1997年、U-18欧州選手権で銀メダルを獲得し、大会MVPに選ばれた。1999年、シニアのクロアチア代表に初選出され、同年の欧州選手権でデビューした。同年のワールドカップに出場した。2000年、シドニー五輪世界最終予選ではレギュラーに抜擢され、初の五輪出場権獲得に貢献した。同年9-10月のシドニー五輪に出場した。2001年、欧州選手権に出場した。

## 球歴
- オリンピック - 2000年
- ワールドカップ - 1999年
- 欧州選手権 - 1999年、2001年、2003年

## 受賞歴
- 1997年　U-18欧州選手権　MVP

## 所属クラブ
- OK Pula（1996-2000年）
- Viva Volley Tortoreto（2000-2001年）
- Pallavolo Reggio Emilia（2001-2004年）
- Pallavolo Femminile Matera（2004-2005年）
- Arzano Volley（2005-2006年）
- UYBA Volley（2007-2008年）
- Accademia Volley Benevento（2008-2009年）